# Leptonia
Leptonia är ett släkte av svampar. Leptonia ingår i familjen Entolomataceae, ordningen Agaricales, klassen Agaricomycetes, divisionen basidiesvampar och riket svampar.
|          | Entoloma                              |
|          |                                       |
| Leptonia | \| \| Leptonia subcyanula \| \| \| \| |
|          | \| \| Leptonia subcyanula \| \| \| \| |
|          | Eccilia                               |
|          |                                       |
|          | Clitopilus                            |
|          |                                       |
|          | Pouzarella                            |
|          |                                       |
|          | Pouzaromyces                          |
|          |                                       |
|          | Rhodocybe                             |
|          |                                       |
|          | Richoniella                           |
|          |                                       |
|          | Rhodogaster                           |
|          |                                       |
|          | Calliderma                            |
|          |                                       |
|          | Rhodocybella                          |
|          |                                       |
|          | Leptonia subcyanula                   |
|          |                                       |

|  | Leptonia subcyanula |
|  |                     |